# ISO 15926
ISO 15926 — стандарт представления данных, опирающийся на идеи семантических сетей и Resource Description Framework, задуманный в качестве лингва франка для обмена данными между независимыми информационными системами. Рождён в нефтеперерабатывающей отрасли, поддерживается сообществом на сайте 15926.org и ассоциацией POSC Caesar Association (PCA).
Традиционно данные, связанные с установкой непрерывного производства, сосредоточивались на некоторой отдельной группе описаний в какой-то момент времени. Такие данные обычно определялись и сопровождались независимо от других групп пользователей, что приводило к дублированию данных и противоречиям в данных, а также к невозможности совместного пользования ими ни внутри организации, ни с деловыми партнерами организации. ISO 15926 является стандартом представления сведений о жизненном цикле установки непрерывного производства целиком. Данное представление специфицируется посредством обобщённой концептуальной модели данных, пригодной для реализации в базах данных или хранилищах данных совместного пользования. Данная модель данных спроектирована для применения совместно со справочными данными, представляющими сведения, общие для ряда пользователей и/или установок непрерывного производства.
Основой стандарта является модель данных, описывающая всё, что связано с поддержкой мероприятий и практик жизненного цикла установок непрерывного производства, и в едином контексте стандартизированной онтологии определяющая значение сведений о жизненном цикле. Предлагаемая стандартом онтология поддерживает все группы описаний, которыми могут обладать по отношению к установке инженеры-технологи, инженеры по оборудованию, операторы, инженеры по техническому обслуживанию и другие специалисты. На базе этой модели данных предлагаются механизмы валидации, интеграции, анализа и т. п.
ISO 15926 представлен в виде комплекта отдельно публикуемых частей:
- ISO 15926-1 Обзор ISO 15926.
- ISO 15926-2 Модель данных. Специфицирует обобщенную концептуальную модель данных, поддерживающую представление всех аспектов жизненного цикла установки непрерывного производства.
- ISO 15926-3 Справочные данные, касающиеся геометрии и топологии. Описывает геометрию и топологию, в терминах языка OWL переопределяет геометрические конструкты
- ISO 15926-4 Исходные справочные данные. Определяет библиотеку справочных данных, которая может периодически обновляться компетентным органом, назначенным ISO в качестве регистратора, обладающего требуемой инфраструктурой для обеспечения действенного применения данной справочной библиотеки данных.
- ISO 15926-5 специфицирует инструкции для регистратора, касающиеся справочных данных.
- ISO 15926-6 Методология разработки и валидации справочных данных. Специфицирует сведения, требуемые при определении дополнений к справочным данным, специфицированным ISO 15926-4.
- ISO 15926-7 Методы исполнения объединения распределенных систем. Методология шаблонов
- ISO 15926-8 Методы исполнения объединения распределенных систем. Внедрение сетевого онтологического языка
- ISO 15926-11 Методология упрощённого индустриального использования справочных данных (проект)

В России перевод первой части ISO 15926 принят в качестве ГОСТ Р ИСО 15926-1-2008 и введен в действие с 01.01.2010. Перевод второй части ISO 15926 принят в качестве ГОСТ Р ИСО 15926-2-2010 и введён в действие c 31.08.2011.